# Platemys platycephala
Platemys platycephala hay rùa cổ xoắn là một loài rùa trong họ Chelidae. Loài này được Schneider mô tả khoa học đầu tiên năm 1792.

## Hình ảnh

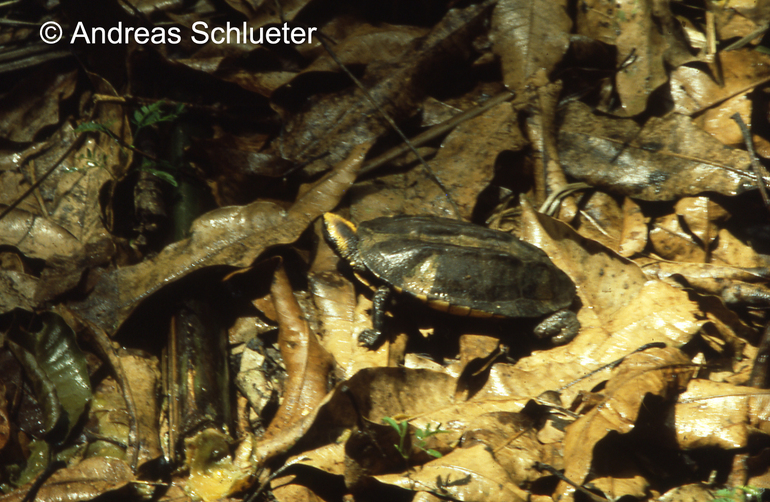